# L'ultimo Tarzan
L'ultimo tarzan  è una rappresentazione di Avanspettacolo presentata dalla Compagnia di fantasie comiche Totò nella stagione 1938-1939. Il debutto, al Teatro Capranica di Roma, avvenne l'8 maggio 1939.